# Cyperus alternifolius
Cyperus alternifolius (парасольковий папірус чи осока парасолькова) — трав'янисті рослини роду Cyperus родини осокові. Батьківщиною рослини є острів Мадагаскар, але рослину вирощують по всьому світу.